# 모이오델라치비텔라
모이오델라치비텔라(이탈리아어: Moio della Civitella)는 이탈리아 캄파니아주 살레르노도에 위치한 코무네다.